# Miloš Havel
Miloš Havel (ur. 3 listopada 1899 w Zderazu, zm. 25 lutego 1968 w Monachium) – czeski producent filmowy i przedsiębiorca, z zawodu inżynier, stryj Václava Havla.

## Życiorys
Urodzony 3 listopada 1899 r. w Zderazu. W wieku 18 lat nauczył się obsługiwać kamerę i zaczął kręcić filmy dokumentalne. Po śmierci ojca odziedziczył spółkę Lucernafilm i zaczął importować do Czechosłowacji filmy z Niemiec i USA do swojego kina, a następnie postanowił stworzyć własne studio filmowe Barrandov AB. Prace przy realizacji inwestycji zaczęto 23 listopada 1931 r., a 25 stycznia 1933 rozpoczęto produkcję pierwszego filmu i do końca dwudziestolecia międzywojennego wyprodukowano 32 pełnometrażowe filmy. Havel znany był z promowania debiutantów, m.in. był nim František Čápek. W latach 1926–1927 należał do ugrupowania faszystowskiego Národní obec fašistická.
Na początku okupacji niemieckiej Havel został aresztowany i zmuszony do sprzedania studia Niemcom, jednak pozwolono mu zachować posadę dyrektora. W okresie okupacji wprowadzono niemieckie ustawy rasistowskie i produkowano filmy na potrzeby niemieckiej propagandy, jednak równocześnie Havel fikcyjnie zatrudniał w wytwórni wielu czeskich filmowców, co uratowało ich przed wywozem do Niemiec na roboty. Po wojnie był sądzony za współpracę z okupantem, jednak z powodu braku dowodów został uwięziony dopiero po nieudanej próbie nielegalnego przekroczenia granicy w 1948 r. Już w czasie osadzenia w więzieniu został ponownie oskarżony o kolaborację i tym razem skazany na rok obozu pracy. W 1952 r. zbiegł za żelazną kurtynę.
Na emigracji żył w Monachium. Początkowo podjął kilka nieudanych prób powrotu do branży filmowej, miał udziały w restauracjach i zajmował się handlem zagranicznym. W ostatnich latach życia był właścicielem kwiaciarni.
Zmarł 25 lutego 1968 r. w Monachium.